# 矢野真 (外交官)
矢野 真（やの まこと、1884年8月19日 - 1962年2月4日）は、日本の外交官。

## 経歴
矢野真三郎の三男として、福岡県朝倉郡（後の朝倉市）に生まれる。炭鉱経営者の篤志家佐藤慶太郎の無条件の奨学金支援によって、福岡県立中学修猷館、東京府立第一中学校を経て、1907年（明治40年）、第一高等学校英法科を首席で卒業し、1911年（明治44年）、東京帝国大学法科大学政治学科を卒業する（銀時計）。
1911年（明治44年）、高等文官試験行政科を首席合格して東京府試補となり、翌1912年、オックスフォード大学に留学。1913年（大正2年）に帰国して高等文官試験外交科を首席合格し、1914年（大正3年）、外交官補としてイギリスに在勤する。なお、高等文官試験の行政科および外交科に共に首席合格を果たしたのは矢野真唯一人である。1917年（大正6年）、帰国して外務事務官兼外務書記官となり、1920年（大正9年）、政務局第一課に配属。同年9月、ジュネーブにおける第1回国際連盟総会に、日本代表者随員として出席する。
1921年（大正10年）、公使館二等書記官として支那在勤、1922年（大正11年）、山東懸案解決共同委員会に日本国委員随員として出席する。1924年（大正13年）、大使館一等書記官としてベルギー在勤、1928年（昭和3年）7月、総領事として広東在勤、1930年（昭和5年）、公使館一等書記官として支那在勤、同年、大使館参事官として中華民国在勤（1932年8月には臨時代理公使を務めている）、1934年（昭和9年）2月、駐チリ兼ボリビア特命全権公使を経て、1936年5月（昭和11年）、駐スペイン特命全権公使に就任する。政情が不安定であったスペインでは、他国の外交官と同様に首都マドリードではなくフランス国境に近いサン・セバスティアンに滞在。同年7月にスペイン内戦が始まった後もスペイン国内に留まったが、同年8月13日に大使館員とともにフランスのサン＝ジャン＝ド＝リュズに退避した。
1940年（昭和15年）、外務省嘱託となり、1941年（昭和16年）、仏印・タイ国国境画定委員会日本国委員を務める。第二次世界大戦後は、NHK専務理事・国際局長などを歴任する。
妻のかよは石井菊次郎の二女。

## 栄典
- 1926年（大正15年）2月10日 - 勲四等瑞宝章[6]
- 1940年（昭和15年）8月15日 - 紀元二千六百年祝典記念章[7]